# 盧大為
盧大為（1965年—），臺北市立建國高級中學，東海大學化學系畢業，最初任職於精業程式設計師，1997年創立奇摩站，奇摩站在短期內，即成為台灣網路流量最大的入口網站。盧大為2009年創辦第一網站公司，2013年第一網站開發格價網站－飛比價格，2015年飛比價格貢獻了第一網站四分之一的獲利。